# Aedes vinsoni
Aedes vinsoni är en tvåvingeart som beskrevs av Mattingly 1953. Aedes vinsoni ingår i släktet Aedes och familjen stickmyggor.
Artens utbredningsområde är Mauritius. Inga underarter finns listade i Catalogue of Life.